# 徐奮鵬
徐奋鹏（？—？），字自溟，别号笔峒先生、槃邁硕人，明朝临川云山巷口徐村人。十八岁后，参加县、府考试，但並未做官。選擇著書教書。與同乡剧作家汤显祖為友。徐奋鹏曾删补毛诗朱传，改定《琵琶記》、《西厢记》為《词坛清玩琵琶记》、《西厢定本》，並著有《古今治统》二十卷、《辨俗》十卷、《怡思集》十卷、《诗经捷渡》四卷、《历史一览》、《笔洞集》十二卷等著作。